# Real Club Recreativo de Huelva 2013-2014
Questa voce raccoglie le informazioni riguardanti il Real Club Recreativo de Huelva nelle competizioni ufficiali della stagione 2013-2014.

## Rosa
| N. |                    | Ruolo | Calciatore              |
| -- | ------------------ | ----- | ----------------------- |
| 1  | Spagna (bandiera)  | P     | Jesús Cabrero           |
| 2  | Spagna (bandiera)  | D     | David Córcoles          |
| 4  | Spagna (bandiera)  | C     | Borja Granero           |
| 5  | Spagna (bandiera)  | D     | Juan Zamora             |
| 6  | Spagna (bandiera)  | C     | Ángel Montoro           |
| 8  | Spagna (bandiera)  | C     | Jonatan Valle           |
| 9  | Polonia (bandiera) | A     | Paweł Brożek            |
| 10 | Spagna (bandiera)  | C     | Jesús Rubio Martín      |
| 11 | Spagna (bandiera)  | A     | Ernesto Gómez Gómez     |
| 13 | Spagna (bandiera)  | P     | Alejandro García        |
| 14 | Spagna (bandiera)  | C     | Dimas Delgado           |
| 15 | Spagna (bandiera)  | D     | Daniel Cifuentes Alfaro |
| 16 | Spagna (bandiera)  | A     | Jesús Berrocal          |

| N. |                      | Ruolo | Calciatore            |
| -- | -------------------- | ----- | --------------------- |
| 18 | Spagna (bandiera)    | D     | Manolo                |
| 20 | Spagna (bandiera)    | C     | Marco Navas           |
| 21 | Spagna (bandiera)    | D     | Fernando Vega         |
| 22 | Spagna (bandiera)    | C     | Jordi Matamala        |
| 23 | Spagna (bandiera)    | D     | Jorge Morcillo        |
| 25 | Uruguay (bandiera)   | A     | Diego Riolfo          |
| 27 | Spagna (bandiera)    | A     | Chuli                 |
| 28 | Spagna (bandiera)    | C     | Adrián Mouriño        |
| 31 | Argentina (bandiera) | C     | Alexander Szymanowski |
| 35 | Spagna (bandiera)    | D     | Manuel Bonaque        |
| 36 | Spagna (bandiera)    | C     | Aitor García          |
|    | Spagna (bandiera)    | C     | Albert Puigdollers    |